# فرودگاه بوریرام
فرودگاه بوریرام (به انگلیسی: Buriram Airport) یک فرودگاه همگانی با کد یاتا BFV است که یک باند فرود آسفالت دارد و طول باند آن ۲۱۰۰ متر است. این فرودگاه در کشور تایلند قرار دارد و در ارتفاع ۱۷۹٫۸ متری از سطح دریا واقع شده‌است.